# Quenitra
Quenitra (em francês: Kénitra; em árabe: القنيطرة; romaniz.: Al-Qunayṭra) é uma cidade do norte de Marrocos, com uma população de 359 142 habitantes (censo de 2004). O seu nome significa pontinha e, na época do protetorado francês, chamou-se Porto Lyautey. É um porto no rio Cebu (Sebou), e é a capital da província Quenitra e da região de Rabate-Salé-Quenitra.

## História
Antes do protetorado francês existia somente uma alcáçova na área onde se encontra a cidade nos dias de hoje. Foi fundada em 1912 pelo representante do governo francês Hubert Lyautey, como um forte militar francês, porto e cidade. O porto de Quenitra foi aberto em 1913.

### Base Naval dos E.U.A
Depois da Operação Tocha, os americanos usaram as instalações francesas como base e, mais tarde, ampliaram-na para U.S. Naval Air Station. A base foi partilhada pelos Estados Unidos da América e Marrocos durante a "Guerra Fria". Foi encerrada em 1991.

## Áreas e bairros
- Medina
  - Khabazate
- Cidade Moderna
  - Bir Rami
  - Mimosa
  - Ville Haute